# Anotogaster antehumeralis
Anotogaster antehumeralis – gatunek ważki z rodziny szklarnikowatych (Cordulegastridae). Znany tylko z holotypu – samca odłowionego w 1890 roku w górach w regionie autonomicznym Sinciang w zachodnich Chinach. W 2024 roku Schneider i inni zsynonimizowali ten takson z Anotogaster kuchenbeiseri.